# Розенгольц Аркадій Павлович
Аркадій Павлович Розенгольц (16 листопада 1889, місто Вітебськ, тепер Білорусь — розстріляний 15 березня 1938, місто Москва, тепер Російська Федерація) — радянський діяч, дипломат, повірений у справах СРСР у Великій Британії, народний комісар зовнішньої торгівлі СРСР. Член ЦВК СРСР у 1931—1937. Член Центральної контрольної комісії ВКП(б) у 1927—1934 роках. Кандидат у члени Президії Центральної Контрольної Комісії ВКП(б) у 1927—1930 роках. Член Президії Центральної Контрольної Комісії ВКП(б) у 1930—1932 роках. Кандидат у члени ЦК ВКП(б) у 1934—1937 роках.

## Життєпис
Народився в родині купця Павла (Файвеля) Нохімовича Розенгольца. 
Член РСДРП(б) з червня 1905 року.
Учасник російської революції 1905 року. З 1905 по 1909 рік проводив підпільну партійну роботу в місті Вітебську. У 1907 році був заарештований, але незабаром звільнений із ув'язнення. З 1907 по 1909 рік працював репетитором у Вітебську.
У 1909 році закінчив чоловічу гімназію міста Вітебська.
У 1909—1913 роках — студент економічного відділення Київського комерційного інституту. Одночасно з 1909 по 1913 рік працював репетитором у Києві.
У 1914 році — рядовий Кавказького стрілецького полку російської імператорської армії в місті Горі Тифліської губернії.
У 1915 році працював секретарем страхової каси хворих заводу Донецького товариства штампів у місті Катеринославі та секретарем страхової каси хворих заводу «Динамо» в Москві.
У 1915 — лютому 1917 року — завгосп санітарного поїзду Земського союзу на Західному фронті.
У лютому — жовтні 1917 року — секретар, член виконавчого комітету Московської ради. З жовтня 1917 року — секретар та член Московського військово-революційного комітету, кандидат у члени Центрального штабу Червоної гвардії. Брав участь у збройному повстанні в Москві під час жовтневого перевороту 1917 року. У жовтні — листопаді 1917 року — керуючий справами Московського військово-революційного комітету.
У листопаді 1917 — березні 1918 року — член президії Московської ради, керуючий справами Московської ради.
У березні — серпні 1918 року — керуючий справами та член Московської губернської ради народного господарства, кандидат у члени президії ВЦВК.
З серпня 1918 року — політичний працівник у Червоній армії, учасник громадянської війни в Росії.
16 серпня 1918 — 1 квітня 1919 року — член Революційної військової ради (РВР) 5-ї армії Східного фронту. Одночасно, 28 серпня 1918 — 1 квітня 1919 року — член Революційної військової ради (РВР) Східного фронту.
Одночасно, 30 вересня 1918 — 8 липня 1919 року — член Революційної військової ради республіки (РВРР).
Одночасно, 7 грудня 1918 — 18 березня 1919 року — член Революційної військової ради (РВР) 8-ї армії.
30 червня — 30 вересня 1919 року — член Революційної військової ради (РВР) 7-ї армії Західного фронту.
7 жовтня — 19 грудня 1919 року — член Революційної військової ради (РВР) 13-ї армії Південного фронту.
З 13 січня по березень 1920 року — член колегії Народного комісаріату шляхів сполучення РРФСР. Одночасно з 13 січня по квітень 1920 року — начальник Головного політичного управління Народного комісаріату шляхів сполучення РРФСР.
8 травня — 2 червня 1920 року — член Революційної військової ради (РВР) Західного фронту.
9 червня — 26 вересня 1920 року — член Революційної військової ради (РВР) 15-ї армії Західного фронту.
З липня до вересня 1920 року — голова Всеросійської профспілки робітників і службовців залізничного транспорт (Цекпрофсожу).
23 серпня 1920 — 29 травня 1921 року — член Революційної військової ради (РВР) Кавказького фронту.
У 1921—1922 роках — начальник Головного політичного управління та член колегії Народного комісаріату шляхів сполучення РРФСР; голова ЦК об'єднаної Спілки робітників залізничного і водного транспорту.
Одночасно, 31 грудня 1921 — 8 квітня 1924 року — член Революційної військової ради (РВР) Західного фронту.
У 1922 році — в.о. начальника Головного управління повітряного флоту РСЧА.
9 травня 1922 — 1923 року — член колегії Народного комісаріату фінансів РРФСР.
У 1923 році — член колегії Народного комісаріату шляхів сполучення РРФСР.
У липні 1923 — 10 грудня 1924 року — начальник і військовий комісар Головного управління повітряного флоту РСЧА («Головповітряфлоту»).
Одночасно, 28 серпня 1923 — 10 грудня 1924 року — член Революційної військової ради (РВР) СРСР.
У червні 1925 — 26 травня 1927 року — радник повноважного представництва СРСР у Великій Британії. Одночасно в 1926 — 26 травня 1927 року — повірений у справах СРСР у Великій Британії. Займався шпигунською діяльністю, що призвело до погіршення дипломатичних відносин між СРСР і Великою Британією (в 1927 році дипломатичні відносини були перервані).
У лютому 1928 — жовтні 1930 року — член колегії та керівник групи капітального будівництва Народного комісаріату робітничо-селянської інспекції СРСР.
У грудні 1928 — жовтні 1930 року — заступник народного комісара робітничо-селянської інспекції СРСР.
1 жовтня — 22 листопада 1930 року — заступник народного комісара зовнішньої і внутрішньої торгівлі СРСР.
22 листопада 1930 — 14 червня 1937 року — народний комісар зовнішньої торгівлі СРСР.
У червні — серпні 1937 року — начальник управління Народного комісаріату зовнішньої торгівлі СРСР.
У серпні — жовтні 1937 року — начальник Головного управління державних резервів при РНК СРСР.
7 жовтня 1937 року заарештований органами НКВС. Засуджений Військовою колегією Верховного суду СРСР на процесі «антирадянського правотроцкістського блоку» 13 березня 1938 року до страти, розстріляний 15 березня 1938 року. Похований на полігоні «Комунарка» біля Москви.
4 лютого 1988 року реабілітований, 21 червня 1988 року посмертно відновлений у партії.

## Нагороди
- орден Леніна (21.04.1933)
- орден Червоного Прапора (1920)